# Sancto Antonio
De Sancto Antonio (beter bekend als Sint-Antoniusmolen) is een korenmolen in Halsteren uit 1817. Deze ligt aan de N259 bij het gehucht Nieuwe Molen. Het is een beltmolen die in 1817 werd gebouwd.
In 1937 werd door M. van Riet het gevlucht voorzien van draaibare voorzomen. De kleppen werden bediend met een zwichtring. In 1945 werd dit vervangen door Busselneuzen. In 1958 werd dit op de binnenroede vervangen door fokwieken systeem-Fauël met regelborden (remkleppen) (die later werden vastgezet). Eind jaren tachtig van de twintigste eeuw werd alles vervangen door Oud-Hollands, maar 2004 kreeg de nieuwe binnenroede weer Busselneuzen nu met regelkleppen.
In 2004 is de binnenroede gebroken, toen is er 2 jaar met één roede gedraaid. In 2006 is een nieuwe roede gestoken, in plaats van de karaktaristieke fokwieken zijn er toen Van Bussel-stroomlijnneuzen aangebracht. In 2012 is de molen uitgebreid gerestaureerd
Tot het overlijden van de molenaar in 2011 was de molen nog beroepsmatig in bedrijf. Inmiddels in er een nieuwe molenaar aangesteld en deze laat de molen meestal op zondagmiddag draaien.
Begin 2021 werden, ondanks protesten van Erfgoedvereniging Heemschut en Stichting West-Brabantse Molens, de bijgebouwen door de eigenaar gesloopt.